# Necropoli di Armeni

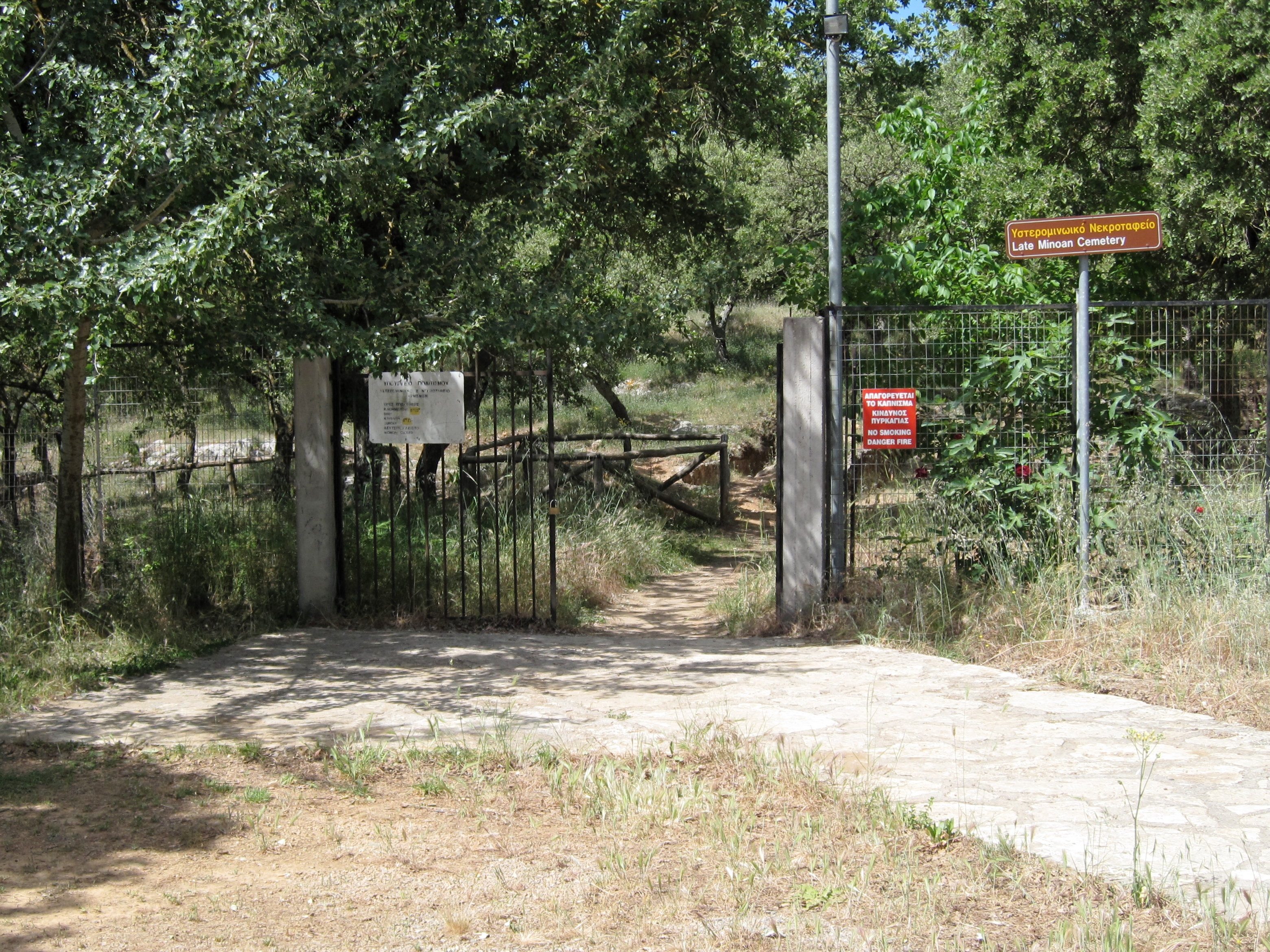
L'ingresso del sito

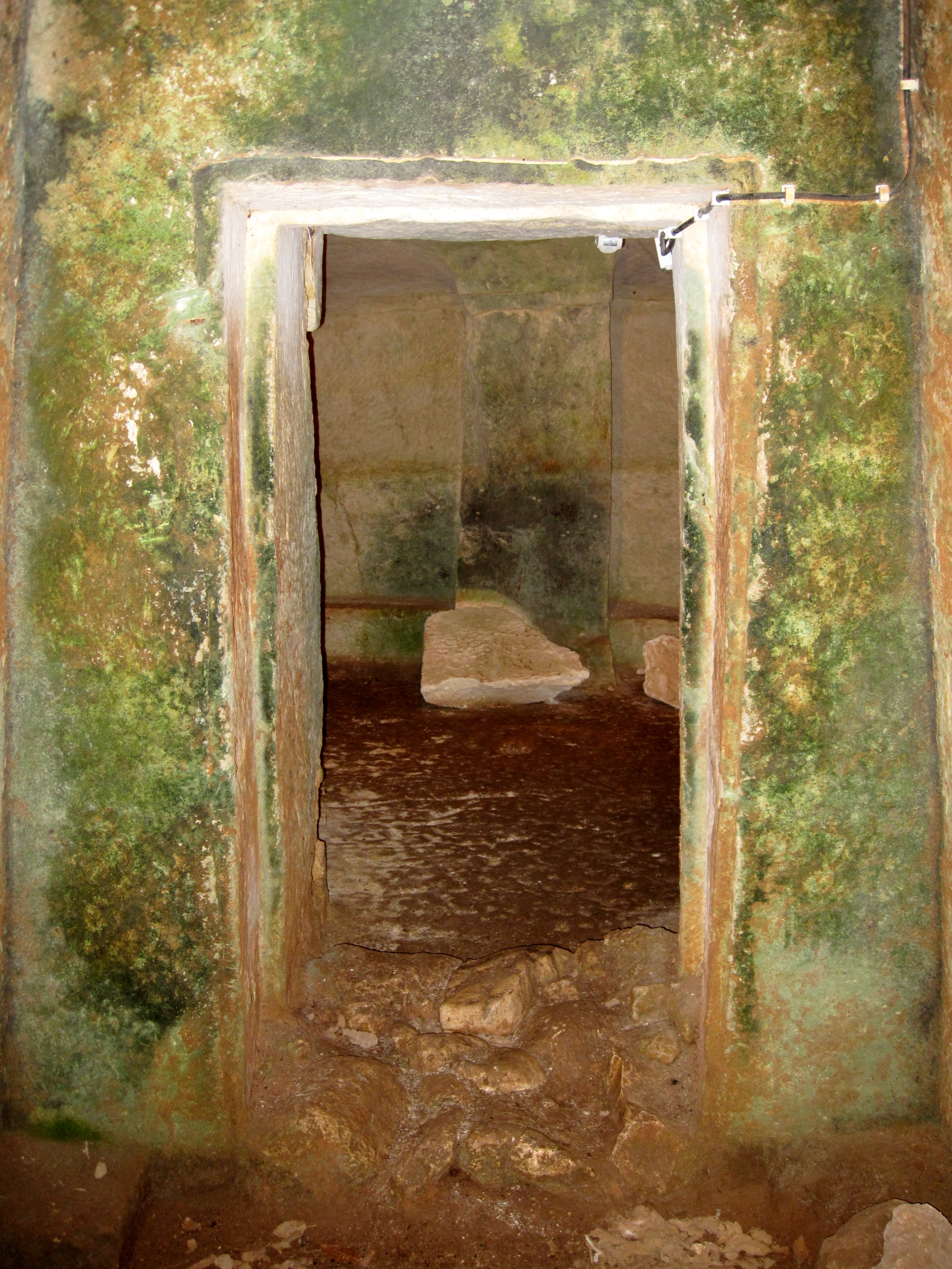
La più grande tomba

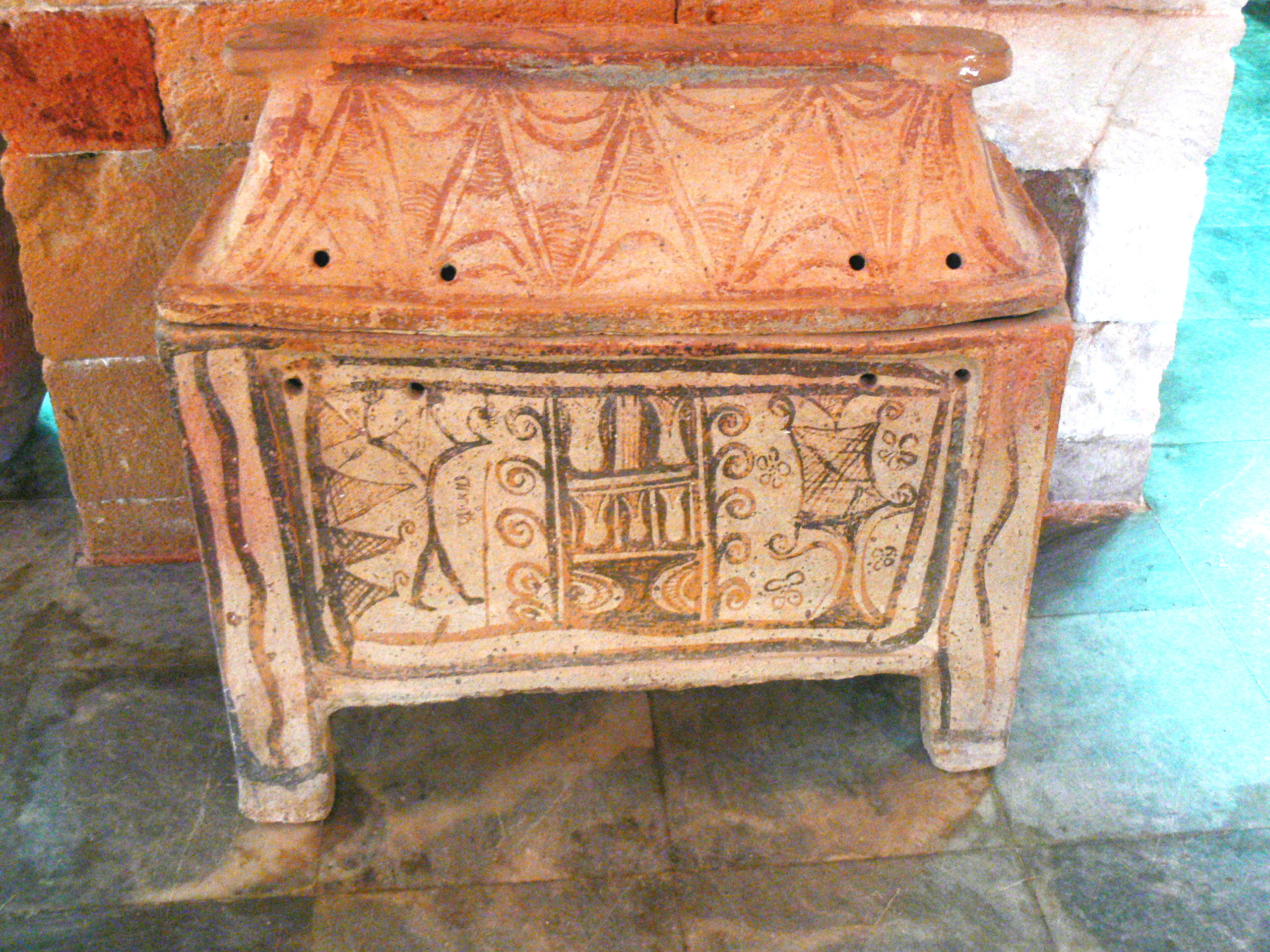
Uno larnake di Armeni (Museo di Chania)

La necropoli di Armeni è un cimitero del periodo minoico tardo (XIII secolo a.C.- XII secolo a.C.). Si trova a Creta.

## Geografia
Il sito si trova nel comune di Armeni, una decina di chilometri a sud di Retimo, lungo la strada che conduce a Spili e sud dell'isola.

## Archeologia
Scavata dal 1969, in questa necropoli sono osservate a casa per circa 220 tombe e una tomba a tholos. Si tratta di tombe a camera, scavate nella roccia, che spiega il loro stato di conservazione, e orientate da ovest a est. È possibile accedere a ciascuna delle tombe da un corridoio lungo e stretto (dromos) che si estende dal livello del suo lo presente l'ingresso della tomba sottostante. 
Alcuni di questi passaggi hanno dromoi. Infine, le pareti di dromoi sono più vicini ai loro vertici a livello del suolo. Nella maggior parte dei casi, ogni tomba è stata chiusa da una pietra.1.
La maggior parte delle tombe non sono state profanate durante gli scavi. Molti oggetti sono stati scoperti e, come vasi, statuette, armi e un talismano che reca un'iscrizione in lineare A. Circa 500 scheletri sono stati rinvenuti anche, che fornisce una ricca fonte di informazioni su aspetto fisico e la salute della popolazione in questo periodo. A quanto pare avevano una dieta ricca di carboidrati e mangiavano poca carne.
Fino al momento, nessuna traccia di occupazione è stata trovata nei pressi della necropoli risalente al tardo periodo minoico, pero le ricerche si continuano con l'obiettivo di scoprire la città a cui apparteneva il cimitero.